# 霍莫鲁德
霍莫鲁德，是匈牙利巴兰尼亚州所辖的一个村。总面积44.73平方公里，总人口611，人口密度13.7人/平方公里（2011年1月1日）。